# La Vierge et le Taureau
La Vierge et le Taureau est le neuvième roman de Jean Meckert publié en 1971 aux Presses de la cité.

## Édition
- 1971 : Presses de la cité[1]

## Autour du livre
En 1970, Jean Meckert part à Tahiti pour coécrire avec André Cayatte un scénario d’espionnage. Il a également un contrat avec les Presses de la cité pour un roman. À son retour, il est agressé et se retrouve dans le coma puis épileptique et amnésique. Son roman portant sur les essais nucléaires français en Polynésie française paraîtra mais le film ne se fera pas.
Dans son étude Blanche à filets rouges, Jean-Pierre Deloux fait part que « Selon différents témoignages, l’ouvrage aurait été mystérieusement racheté après avoir été retiré des librairies. »

## Sources
- Polar revue trimestrielle no 16, octobre 1995